# Улица Улброкас
Улица У́лброкас (латыш. Ulbrokas iela) — улица в Латгальском и Видземском предместьях города Риги (исторические районы Плявниеки и Дрейлини). Начинается от перекрёстка улицы Бралю Каудзишу с улицей Ясмуйжас, проходит в северо-восточном направлении и заканчивается у пересечения с улицей Бикерниеку, продолжаясь далее как улица Сергея Эйзенштейна.
Общая длина улицы составляет 2622 метра. На всём протяжении имеет асфальтовое покрытие, по две полосы движения в каждом направлении. По улице курсируют автобусы и микроавтобусы нескольких маршрутов.

## История
Улица Улброкас была проложена в 1978 году под названием улица Карла Петерсона (латыш. Kārļa Pētersona iela). В 1988 году название изменили на улица Фрициса Розиня (латыш. Friča Roziņa iela), а в 1991 году улица получила нынешнее наименование, которое с тех пор не изменялось.
Первоначально проходила в пределах Плявниеков; продолжение улицы в новом районе Дрейлини (севернее улицы Августа Деглава) было сооружено в 2000-е годы.

## Прилегающие улицы
Улица Улброкас пересекается со следующими улицами:
- Улица Бралю Каудзишу
- Улица Дравниеку
- Улица Салнас
- Улица Августа Деглава
- Улица Дзелзавас
- Улица Бикерниеку